# Lucy (Maaya Sakamoto)
Lucy è il terzo album studio della cantante giapponese Maaya Sakamoto. Oltre ad aver scritto sette delle canzoni presenti sull'album, la cantante ha anche suonato la chitarra acustica in molte di esse.

## Tracce
1. Lucy (Instrumental) - 1:45
2. Mameshiba (マメシバ?) - 6:09
3. Strobe no Sora (ストロボの空, Sky of Strobes?) - 5:03
4. Alkaloid (アルカロイド?) - 4:12
5. Koucha (紅茶, Black Tea?) - 5:33
6. Kinobori to Akai Skirt (木登りと赤いスカート, Tree-climbing and a Red Skirt?) - 5:37
7. Life Is Good - 4:15
8. Honey Bunny - 5:11
9. T-Shirt (Tシャツ?) - 6:16
10. Kuuki to Hoshi (空気と星, Air and Stars?) - 5:22
11. Rule: Iro Asenai Hibi (色褪せない日々, Rule: Every Day That Doesn't Lose Colour?) - 5:31
12. Watashi wa Oka no Ue kara Kabin wo Nageru (私は丘の上から花瓶を投げる, I Throw a Vase from Atop the Hill?) - 4:45

## Classifiche
| Classifica           | Posizione massima |
| -------------------- | ----------------- |
| Oricon Weekly Albums | 16                |